# Cambeva
Cambeva es un género de peces siluriformes de agua dulce de la familia de los tricomictéridos. Sus 25 especies habitan en aguas templado-cálidas y cálidas del centro-este de Sudamérica y son denominadas comúnmente bagrecitos de torrente o cambevas.

## Taxonomía
Este género fue descrito originalmente en el año 2018 por los ictiólogos Axel Makay Katz, Maria Anais Barbosa, José Leonardo de Oliveira Mattos y Wilson José Eduardo.
Especie tipo
La especie tipo escogida fue Pygidium davisi (Cambeva davisi), la cual había sido descrita en 1911 por John Diederich Haseman.
Etimología
Etimológicamente, el término genérico femenino Cambeva probablemente sea una palabra derivada del idioma tupí-guaraní. Este vocablo es empleado popularmente en el sur y sudeste de Brasil para identificar a peces tricomictéridos.

### Historia taxonómica y relaciones filogenéticas

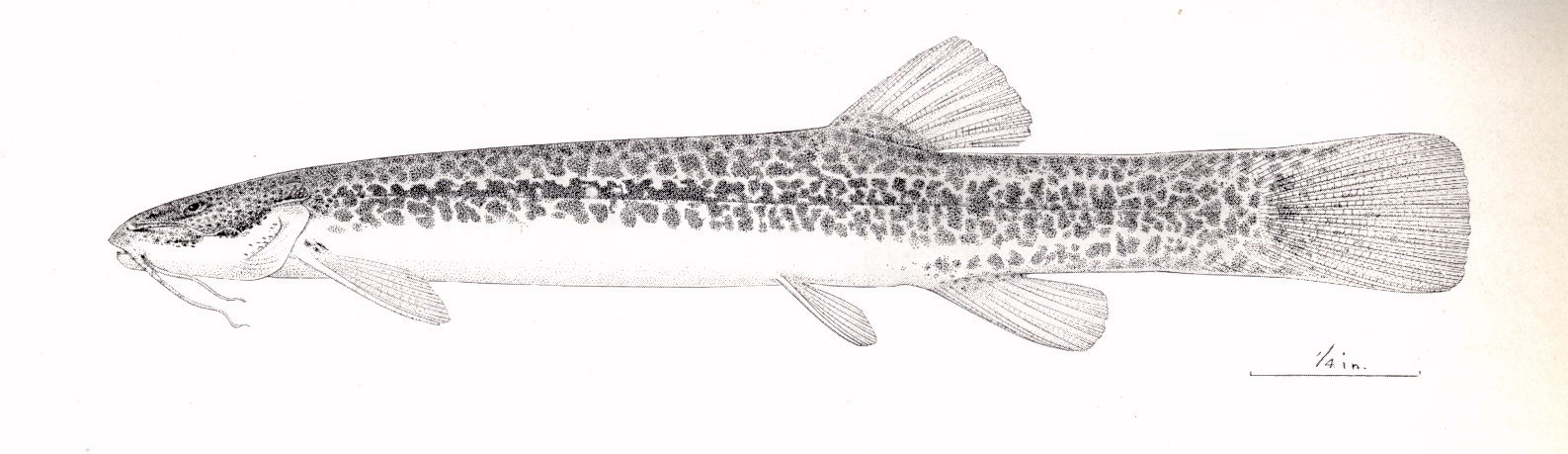
Cambeva davisi, especie tipo del género Cambeva.

Las especies que integran el género Cambeva fueron tradicionalmente incluidas en el género Trichomycterus. En el año 2018, se dio a conocer un estudio genético sobre 71 taxones terminales de Trichomycterinae (más 8 grupos externos) mediante análisis de inferencia bayesiana y máxima probabilidad que comprendieron los genes mitocondriales COI y CYTB y los genes nucleares GLYT, MYH6 y RAG2. Los resultados apoyan ampliamente un clado que contiene a Trichomycterus nigricans, la especie tipo de dicho género y varias otras especies congenéricas, endémicas del este y nordeste de Brasil; estos taxones se incluyeron en lo considerado como Trichomycterus senso stricto. Como hermano de ese clado se encontró otro, con especies del sur de Brasil y áreas adyacentes, el cual está a su vez integrado por 2 subclados, uno comprende a las especies del género Scleronema; para agrupar a las especies del otro subclado se describió al género Cambeva.

## Caracterización
Cambeva se distingue de todos los otros géneros de tricomictéridos por la presencia de un colgajo óseo en el canal del ligamento maxilodentario, el interopérculo más corto que el opérculo, una constricción profunda en la porción basal del brazo antero-dorsal del cuadrante, ausencia de dientes en el proceso coronoideo del dentario, el maxilar más corto que el premaxilar, la fontanela craneal que se extiende desde la parte medial posterior de la región frontal hasta la parte medial de supraoccipital, y la ausencia del proceso postorbital del esfenótico-proótico-pterosfenoide.

## Distribución y hábitat
Las especies de Cambeva habitan una diversidad de hábitats tropicales y subtropicales en las cuencas de los ríos Paraná, São Francisco, Uruguay y Ribeira de Iguape, así como en cuencas aisladas más pequeñas del sureste y sur de Brasil.

## Subdivisión
Este género está integrado por 25 especies.
- Cambeva brachykechenos (Ferrer & Malabarba, 2013)
- Cambeva castroi (de Pinna, 1992)
- Cambeva cubataonis (Bizerril, 1994)
- Cambeva davisi (Haseman, 1911)
- Cambeva diatropoporos (Ferrer & Malabarba, 2013)
- Cambeva iheringi (Eigenmann, 1917)
- Cambeva poikilos (Ferrer & Malabarba, 2013)
- Cambeva variegata (Costa, 1992)
- Cambeva zonata (Eigenmann, 1918).

Otras especies, que no fueron incluidas en el análisis molecular en donde se describió Cambeva, exhiben estados de carácter morfológicos que son diagnósticos respecto a dicho género, a la vez que sus distribuciones geográficas son congruentes con las de otras especies del mismo. Estas son:
- Cambeva balios (Ferrer & Malabarba, 2013)
- Cambeva concolor (Costa, 1992)
- Cambeva crassicaudata (Wosiacki & de Pinna, 2008)
- Cambeva diabola (Bockmann, Casatti & de Pinna, 2004)
- Cambeva naipi (Wosiacki & Garavello, 2004)
- Cambeva stawiarski (Miranda Ribeiro, 1968).

Varias especies que no fueron examinadas en la descripción del género o que carecen de la información osteológica necesaria en sus descripciones originales, tienen la apariencia externa general y se encuentran en las mismas cuencas en las que se distribuyen especies de Cambeva, por lo que fueron tentativamente incluidas en dicho género: 
- Cambeva guaraquessaba (Wosiacki, 2005)
- Cambeva igobi (Wosiacki & de Pinna, 2008)
- Cambeva mboycy (Wosiacki & Garavello, 2004)
- Cambeva paolence (Eigenmann 1917)
- Cambeva pascuali (Ochoa, Silva, Silva, Oliveira & Datovo, 2017)
- Cambeva perkos (Datovo, Carvalho & Ferrer, 2012)
- Cambeva plumbea (Wosiacki & Garavello, 2004)
- Cambeva tropeiro (Ferrer & Malabarba, 2011)
- Cambeva tupinamba (Wosiacki & Oyakawa, 2005)
- Cambeva ytororo (Terán, Ferrer, Benítez, Alonso, Aguilera & Mirande, 2017).